# Mécanisme de la transition au Yémen
Pour les articles homonymes, voir Constitution du Yémen.
Lire en ligne

Mécanisme de la transition sur le site de l'université de Perpignan

Constitution yéménite de 1990 Projet de constitution de la République fédérale du Yémen
Le Mécanisme de la transition au Yémen de 2011 est la constitution provisoire appliquée depuis 2011.